# Kecamatan Labuhan Haji (distrikt i Indonesien, Aceh)
Kecamatan Labuhan Haji (indonesiska: Labuhan Haji) är ett distrikt i Indonesien.   Det ligger i provinsen Aceh, i den västra delen av landet, 1 500 km nordväst om huvudstaden Jakarta.